# Vinzenz Lachner
Vinzenz Lachner (Rain am Lech, 19 juli 1811 – Karlsruhe, 22 januari 1893) was een Duits componist en dirigent. Hij was de broer van Franz Lachner (1803-1890) en Ignaz Lachner (1807-1895), en een stiefbroer van Theodor Lachner (1795-1877).
Sinds 1989 is in Rain het Gebrüder-Lachner-Museum aan hem en zijn broers gewijd.

## Biografie
Vinzenz leerde eerst bij zijn vader. Na zijn schooltijd aan het gymnasium in Augsburg werd hij muziekleraar van de kinderen van een Poolse graaf; daarna ging hij op uitnodiging van zijn broer Franz naar Wenen. In 1832 werd hij vicekapelmeester en altviolist in het Kärntnertortheater in Wenen. In 1836 werd hij als opvolger van Franz kapelmeester van het Hoftheater in Mannheim. Deze aanstelling behield hij tot aan zijn voortijdig verleende pensioen in 1873, die het gevolg was van een ruzie met de Wagner-partij onder aanvoering van Emil Heckel. Daarna woonde Lachner in Karlsruhe, waar hij in 1884 leraar aan het conservatorium werd. 
Vinzenz Lachner componeerde orkest- en kamermuziek, pianomuziek, maar vooral koorwerken en liederen die in zijn tijd een grote verspreiding kenden. Zijn werken staan in de klassieke traditie. Als dirigent maakte hij naam door het leiden van een aantal grote muziekfeesten.
- Biblioteca Nacional de España: XX4614978
- Bibliothèque nationale de France: cb16140007d (data)
- Gemeinsame Normdatei: 119203588
- International Standard Name Identifier: 0000 0001 1678 8072
- Library of Congress Control Number: n84042051
- MusicBrainz: b56b3918-3b7f-40f5-902b-2cd3aade1233
- Nationale Bibliotheek van Tsjechië: mzk2011620632
- Nationale Bibliotheek van Israël: 987007284356205171
- Nederlandse Thesaurus van Auteursnamen: 07478918X
- SNAC: w6j10xsm
- Système universitaire de documentation: 122885880
- Virtual International Authority File: 79414509
- WorldCat: E39PBJwRVM4t67kcPh47KydxXd